# صادرات آب
صادرات آب شامل صادرات آب شیرین از یک کشور به کشور دیگر است. افزایش بزرگ جمعیت و رشد اقتصادی در سراسر جهان در طول قرن بیستم، بر منابع آب شیرین جهان فشار بزرگی وارد کرد. با تغییر آب و هوا، انتظار می‌رود که در این قرن تقاضای بیشتری برای منابع آب داشته باشند. کمبود آب به یک نگرانی بین‌المللی تبدیل شده است و آب شیرین به عنوان «طلا آبی» و «نفت قرن ۲۱» توصیف شده است.

## صادرات آب از کانادا به آمریکا

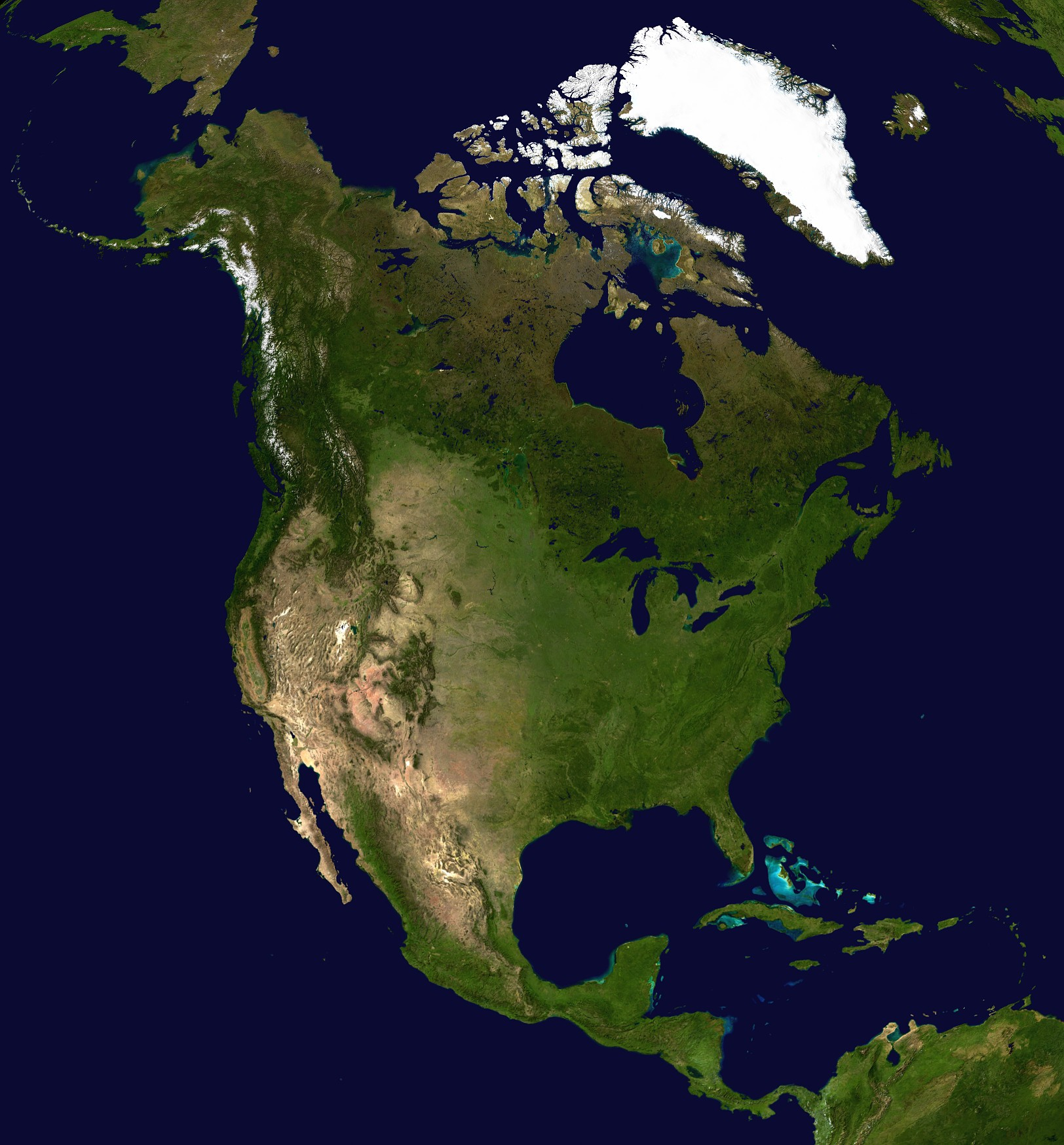
تصویر ماهواره‌ای از آمریکای شمالی. دریاچه‌های بزرگ در شرق قرار دارند، در حالی که جنوب غربی به وضوح فاقد آب است.

کانادا ۷ درصد از منابع تجدیدپذیر آب شیرین جهان را در اختیار دارد. صادرات آب شیرین بین کانادا و ایالات متحده در حال حاضر در مقیاس کوچکی، عمدتاً به صورت صادرات آب معدنی انجام می‌شود. صنعت آب معدنی، آب را در ظروفی که معمولاً بزرگتر از بیست لیتر نیستند، صادر می‌کند. اما حتی این هم می‌تواند بحث‌برانگیز باشد – شرکت بزرگ چندملیتی مواد غذایی نستله متهم به تلاش برای «تخلیه» آب شهر هیلزبورگ، انتاریو، در سال‌های ۲۰۱۲ و ۲۰۱۳، در جریان خشکسالی، شد.
از سال ۱۸۵۰، آمریکایی‌ها بخش زیادی از آب رودخانه شیکاگو را که به‌طور طبیعی به دریاچه میشیگان می‌ریخت، از طریق کانال بهداشتی و کشتیرانی شیکاگو به حوضه می‌سی‌سی‌پی منحرف کرده‌اند. با این حال، در آن مورد، هدف، تصاحب آبی که در غیر این صورت به دریاچه‌های بزرگ می‌ریخت، نبود، بلکه هدایت فاضلاب شیکاگو به سمتی دور از دریاچه میشیگان، منبع آب آشامیدنی شیکاگو، بود.

### نیازها
بسیاری از ایالت‌های آمریکا در چند دهه گذشته با کمبود آب مواجه بوده‌اند و این امر بازاری برای آب شیرین ایجاد کرده است که می‌تواند برای کانادا سودآور باشد. در جنوب غربی ایالات متحده، افزایش جمعیت و سبک زندگی که مقادیر زیادی آب مصرف می‌کند، باعث شده است که بیشتر سفره‌های آب زیرزمینی و رودخانه‌های منطقه بیش از حد مورد استفاده قرار گیرند. آب سفره آب زیرزمینی اوگلالا، که بخش عمده‌ای از غرب و مرکز ایالات متحده را تأمین می‌کند، در سال ۲۰۰۱ هشت برابر سریع‌تر از نرخ تجدید آب مصرف شد. انتظار می‌رود با گرم شدن آب و هوا، تقاضا برای این آب شیرین افزایش یابد.
با افزایش جمعیت و صنایع و وقوع تغییرات اقلیمی، فشار بیشتری بر کشورهای غنی از آب مانند کانادا وارد خواهد شد تا آب خود را به کشورهایی که کمبود آب دارند صادر کنند. در اوایل سال ۲۰۱۴، گری دوئر، سفیر کانادا در ایالات متحده، گفت که تا سال ۲۰۲۰ فشار بر کیفیت و کمیت آب بسیار زیاد خواهد بود. او پیش‌بینی کرد که بحث‌ها و اختلافات آبی بین دو کشور، درگیری بر سر خط لوله کی‌استون ایکس‌ال را در مقایسه با آن «احمقانه» جلوه خواهد داد.

### پیشنهادات
پیشنهادهای متعددی در مورد انتقال مقادیر زیادی آب شیرین از حوضه دریاچه‌های بزرگ به ایالات متحده ارائه شده است. این امر شامل انتقال بین حوضه‌ای آب از طریق مرز بین‌المللی بین کانادا و ایالات متحده با استفاده از یک مخزن مصنوعی خواهد بود. هیچ‌یک از این پیشنهادها تاکنون اجرا نشده‌اند، عمدتاً به دلیل موانع زیست‌محیطی و مالی.
طرح‌هایی برای صادرات آب از کانادا به ایالات متحده در مقیاس بزرگ در گذشته پیشنهاد شده است. این طرح‌ها عبارتند از:
- طرح کانال بزرگ بازیافت و توسعه شمالی (GRAND) برای سدسازی روی خلیج جیمز، در انتهای جنوبی خلیج هادسون، به منظور ایجاد یک مخزن آب شیرین و منحرف کردن آب از ۲۰ رودخانه‌ای که به آن می‌ریزند به خلیج جورجیان. سپس آب از طریق دریاچه‌های بزرگ به خطوط لوله‌ای به جنوب غربی ایالات متحده منتقل می‌شود.
- پروژه اتحاد آب و برق آمریکای شمالی (اتحاد آب و برق آمریکای شمالی) پیشنهاد داد که رودخانه‌های یوکان، لیارد و پیس را به درون گودال کوه‌های راکی منحرف کنند تا یک کانال ۸۰۰ درجه‌ای ایجاد شود. مخزنی به طول کیلومتر که آب را به ایالات متحده منتقل می‌کند.[۴]
- در طول دهه ۱۹۹۰، صادرات آب توسط تانکرهای اقیانوس‌پیما به سه استان کانادا پیشنهاد شد.[۶] در سال ۱۹۹۱، شرکت سان بلت واتر واقع در سانتا باربارا، کالیفرنیا، با همکاری شرکت اسنوکپ واترز (Snowcap Waters Ltd.) واقع در فانی بی (Fanny Bay)، بریتیش کلمبیا، توسط ناحیه آبی گولتا (Goleta Water District) کالیفرنیا برای عقد قراردادی جهت تأمین آب فله‌ای از طریق تانکر دریایی انتخاب شد، اما دولت بریتیش کلمبیا سیاست صادرات آب خود را تغییر داد و ممنوعیتی برای صدور مجوزهای صادرات آب وضع کرد که منجر به طرح دعوی داوری علیه کانادا تحت فصل ۱۱ قرارداد تجارت آزاد آمریکای شمالی شد که توسط شرکت سان بلت واتر (Sun Belt Water Inc.) در سال ۱۹۹۹ مطرح شده بود. داوری همچنان حل نشده باقی مانده است.
- در سال ۱۹۹۹، شرکت نوا گروپ لیمیتد از دولت انتاریو مجوز صادرات سالانه ۶۰۰ میلیون لیتر آب از دریاچه سوپریور به آسیا را دریافت کرد. جنجال سیاسی در کانادا و ایالات متحده باعث شد دولت مجوز را لغو کند.[۷]

### نگرانی‌ها
در کانادا از دهه ۱۹۶۰ نگرانی‌هایی در مورد صادرات آب به ایالات متحده وجود داشته است، زمانی که ایالت‌های جنوب غربی ایالات متحده اولین کمبود آب خود را تجربه کردند و شروع به جستجوی منابع آب برای افزایش ذخایر بیش از حد خود کردند. برداشت گسترده آب از دریاچه‌ها، تأثیر منفی بر اکوسیستم‌های آنها خواهد گذاشت، غلظت آلودگی را افزایش می‌دهد و به جوامع گیاهی و جانوری آسیب می‌رساند.

### مسائل حقوقی
آب از دهه ۱۹۸۰ به عنوان یک کالا تحت توافقنامه تجارت آزاد آمریکای شمالی (NAFTA) طبقه‌بندی شده است. این امر تنش‌ها را در بحث صادرات آب افزایش داده است. اگرچه هیچ‌یک از قوانین نفتا کانادا را مجبور به شروع صادرات عمده آب خود نمی‌کند، اما اگر کانادا داوطلبانه تصمیم به شروع صادرات بگیرد، متوقف کردن آن در آینده بسیار دشوار خواهد بود.

### آلاسکا
از آنجایی که کانادا موضع محکمی علیه صادرات آب اتخاذ کرده است، برخی از شرکت‌ها تمرکز خود را به آلاسکا تغییر داده‌اند. آلاسکا اولین حوزه قضایی در جهان بود که صادرات تجاری آب فله را مجاز دانست و پتانسیل زیادی برای صادرات آب دارد. یکی از طرح‌ها، انتقال آب از آلاسکا به چین با تانکر است. این آب برای مونتاژ ویفرهای کامپیوتری توسط نیروی کار نسبتاً ارزان چین مورد استفاده قرار خواهد گرفت. ویفرهای کامپیوتری به آب شیرین بسیار خالص نیاز دارند. این امر هزینه نمک‌زدایی از آب شور را به طرز سرسام‌آوری بالا می‌برد و طرح‌هایی مانند این را که برای مصارف خانگی سودآور نیستند، برای مصارف صنعتی سودآور می‌کند.